# Halik (rejon iwacewicki)
Halik (biał. Галік; ros. Галик) – wieś na Białorusi, w obwodzie brzeskim, w rejonie iwacewickim, w sielsowiecie Milejki, nad Mizgierówką.
W dwudziestoleciu międzywojennym leżał w Polsce, w województwie poleskim, w powiecie kosowskim/iwacewickim, w gminie Kosów. Po II wojnie światowej w granicach Związku Sowieckiego. Od 1991 w niepodległej Białorusi.